# Tomislav Severec
Tomislav Severec (* 19. Juni 1997 in Zagreb) ist ein kroatischer Handballspieler.

## Karriere

### Im Verein
Severec spielte drei Spielzeiten in Kroatien für RK Umag. Ab 2019 lief er für RK NEXE Našice auf. Neben der nationalen Liga spielte er mit Nexe auch drei Spielzeiten in der EHF European League. Zur Saison 2023/24 wechselte er zum deutschen Bundesligisten Handball Sport Verein Hamburg. Im April 2024 zog er sich einen Riss der Achillessehne zu. Im Februar 2025 verließ er Hamburg und schloss sich dem Zweitligisten TuS N-Lübbecke an. Zum Saisonende im Sommer 2025 verließ er Lübbecke wieder.

### In Auswahlmannschaften
Er hat für Kroatien alle Jugendnationalmannschaften durchlaufen und stand im erweiterten Kader der A-Nationalmannschaft für die Weltmeisterschaft 2023.